# Sonia-Maria Drăghici
Sonia-Maria Drăghici (n. 25 iulie 1956, Câmpeni, România – d. 28 iulie 2016) a fost un deputat român, ales în 2012 din partea Partidului Social Democrat. 